# Hævneren
Hævneren er en dansk stumfilm fra 1918, der er instrueret af Olaf Fønss efter manuskript af Helge Wamberg.

## Handling
Denne artikel mangler et handlingsreferat. Hjælp os med at skrive det.

## Medvirkende
- Philip Bech - Henkel, godsejer
- Aase Winsnes - Sonja, Henkels datter
- Oda Rostrup - Fru Hamrik
- Olaf Fønss - Poul Hamrik, fru Hamriks søn
- Robert Schmidt - Bell, direktør for Landbrugsmaskin-Trust
- Valdemar Møller - Anders
- Torben Meyer - Niels Gaardskarl
- Axel Boesen